# Conocephalum japonicum
Conocephalum japonicum är en bladmossart som först beskrevs av Carl Peter Thunberg, och fick sitt nu gällande namn av Riclef Grolle. Conocephalum japonicum ingår i släktet rutlungmossor, och familjen Conocephalaceae. Inga underarter finns listade i Catalogue of Life.